# Triadica sebifera
Triadica sebifera là một loài thực vật có hoa trong họ Đại kích. Loài này được (L.) Small miêu tả khoa học đầu tiên năm 1913.

## Hình ảnh

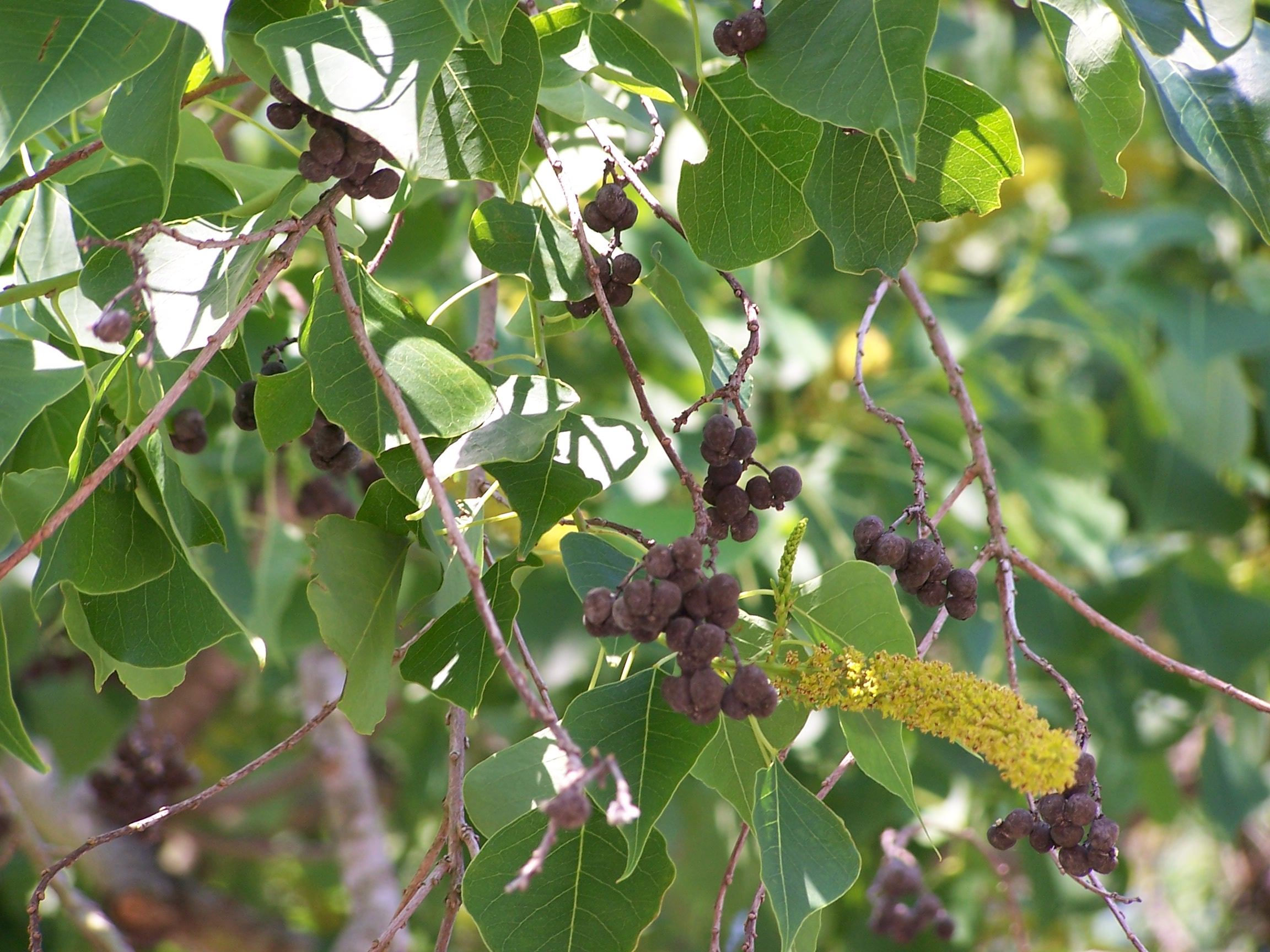
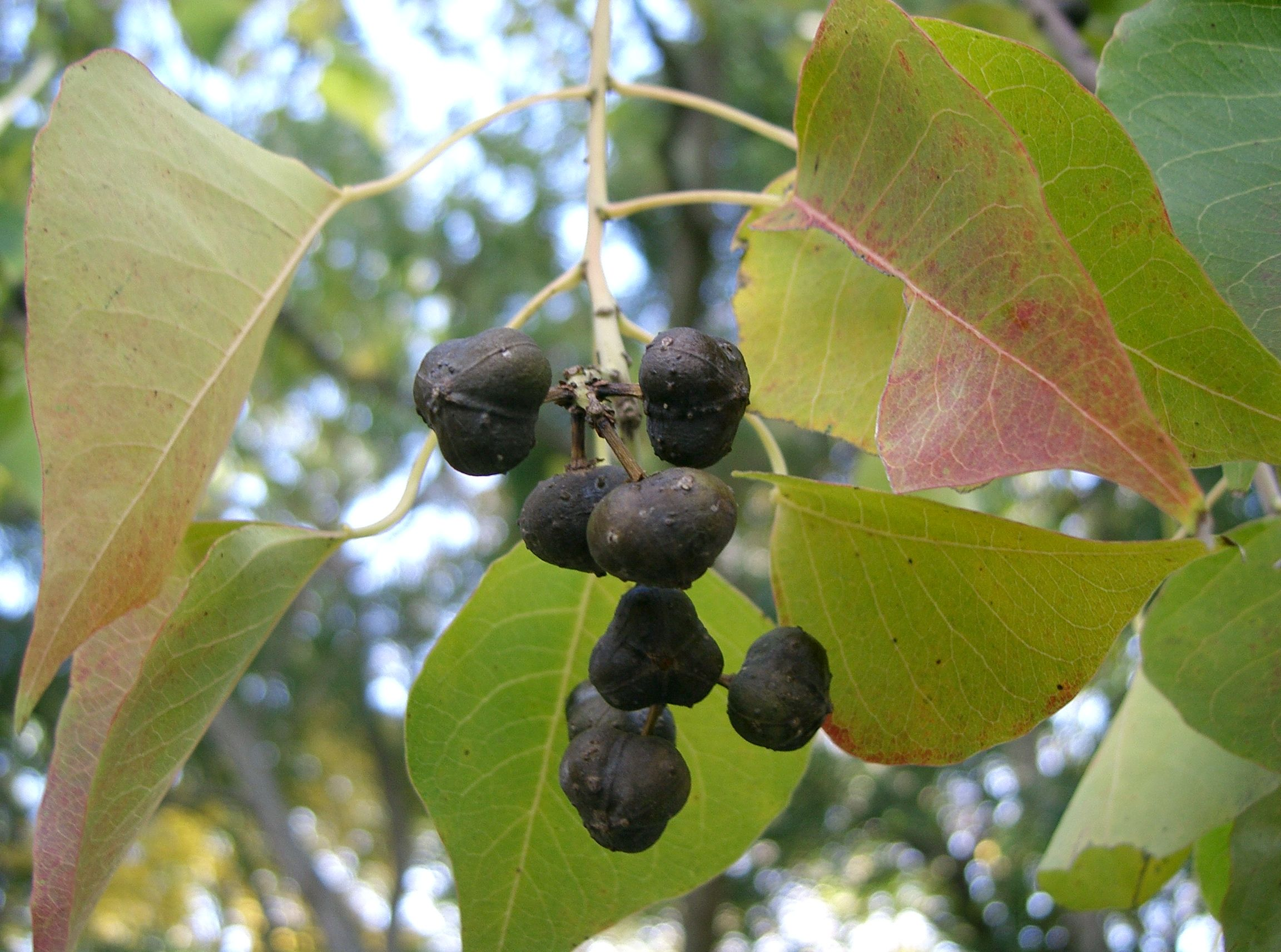
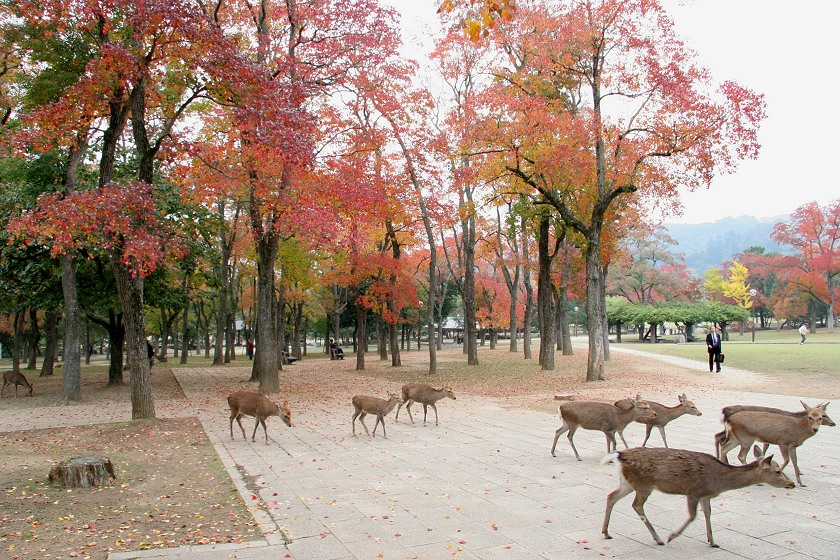
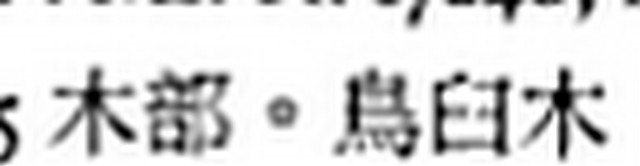